# Ithocritus ruber
Ithocritus ruber är en skalbaggsart som först beskrevs av Hope 1839.  Ithocritus ruber ingår i släktet Ithocritus och familjen långhorningar. Inga underarter finns listade i Catalogue of Life.